# 薦任
薦任，是南京國民政府文官制的一種，也是現今中華民國政府文官編制一種，屬於公務人員官等，分為第六至九職等，官等在簡任之下、委任之上，是文官的第三級官階。

## 起源
1928年10月3月中执委常委会第172次会议通过《训政纲领》，同日以国民政府第565号训令公布《中华民国国民政府组织法》，规定：薦任，由各主管长官推荐给中央政府任命。如中央各部、局的科长、各省的县长。

## 正式稱法
- 服務機關+官等（薦任）+第n職等+職稱。

例：臺北市政府民政局薦任第九職等科長。

## 現況
公務人員高等考試二級考試及格者，取得薦任第七職等任用資格；公務人員高等考試三級考試及格者，取得薦任第六職等任用資格。